# The New Boy
Pour plus de détails, voir Fiche technique et Distribution.
The New Boy est un  film dramatique australien écrit et réalisé par Warwick Thornton et sorti en 2023, avec Aswan Reid dans le rôle principal, aux côtés de Deborah Mailman, Wayne Blair et Cate Blanchett, qui est également productrice du film.
Il suit un jeune orphelin aborigène australien qui est amené dans un monastère chrétien, dirigé par une religieuse renégate, où il commence à remettre en question sa foi et sa loyauté envers son héritage culturel.
Le film est présenté en avant-première au 76e Festival de Cannes le 19 mai 2023 et sort en salles en Australie le 6 juillet 2023 par Roadshow Films. Il reçoit des critiques généralement positives de la part des critiques.

## Synopsis
Au milieu des années 1940, en Australie, un orphelin aborigène sans nom de neuf ans est capturé dans l'Outback par la police et emmené dans un monastère isolé pour garçons mineurs aborigènes,. Le monastère semble être dirigé par un prêtre, qui est en réalité mort depuis un an, sans que personne ne sache la cause. La religieuse principale, Sœur Eileen, prétend aux étrangers que le prêtre est toujours en vie et falsifie des lettres pour créer cette impression. Eileen est soutenue dans son travail et sa tromperie par deux individus aborigènes, une religieuse surnommée « Sœur Maman » (Sister Mum) et un homme nommé George, tous deux assimilés aux croyances chrétiennes. Même si les temps sont difficiles, les religieuses prennent soin des garçons et désirent les protéger à travers des enseignements chrétiens et des travaux manuels partagés. Les autres garçons ne reçoivent aucune connaissance des valeurs, de la langue ou des pratiques autochtones. Leur destin ultime est d’être obligés de partir très tôt et d’être employés comme ouvriers agricoles. Il semblerait que Sœur Mum se soit convertie au christianisme en raison de la perte de ses deux enfants, tandis que George vit une vie sécurisée au monastère.
Le garçon orphelin, surnommé le « Nouveau Garçon », a d'abord du mal à s'intégrer aux autres partenaires, étant incapable de parler ou de comprendre l'anglais et manquant de tout désir de coutumes occidentales, telles que les chaussures et les vêtements. Après une période d'intimidation, le Nouveau Garçon s'affirme progressivement physiquement et émotionnellement, et devient accepté de tous. Tout au long de ce processus, le Nouveau Garçon se révèle posséder de mystérieuses capacités surnaturelles lui permettant d'invoquer de petites boules de lumière et de guérir les animaux et les humains malades.
Cette période de paix relative est interrompue par l'arrivée d'une grande statue de Jésus crucifié dans l'église du monastère. Le nouveau garçon est attiré par la statue, imaginant la statue comme si elle était vivante. Il se sent obligé d'offrir des offrandes de serpents vivants à la statue de Jésus, ce à quoi tout le monde réagit négativement avec peur. Il commence également à ressentir des stigmates, ses autres pouvoirs surnaturels devenant confus.
Lorsque le Nouveau Garçon ressuscite un serpent mort, un coup de foudre provoque un incendie dans les champs, que George et les autres garçons sont obligés d'éteindre. Pendant ce temps, devant la statue, il poignarde ses deux mains pour imiter Jésus crucifié. Eileen découvre cela et, après un choc initial, voit cela comme un signe de son adhésion au christianisme. Lorsque George et les garçons reviennent au monastère, le garçon aîné, Michael, est blessé et brûlé en éteignant les incendies. Le nouveau garçon utilise ses pouvoirs pour guérir Michael, ce dont Eileen et George sont témoins.
Le comportement du Nouveau Garçon et son engouement nouveau mais peu orthodoxe pour Jésus dérangent tout le monde, tandis qu'il revient parfois à ses anciennes habitudes. Ce comportement l'amène à démonter la statue pour jouer avec, la « guérir » de ses blessures de crucifixion et l'habiller ; elle est finalement retrouvée par Eileen et remise dans l'église par George. Las que le nouveau garçon n'ait pas encore abandonné ses habitudes aborigènes, George l'ostracise des autres garçons.
Après une crise de foi, croyant avoir été envoyé vers elle comme messager du Christ, Eileen décide de baptiser le Nouveau Garçon pour le purifier de ses « péchés ». Bien qu'il ne comprenne toujours pas complètement le christianisme, le nouveau garçon accepte le baptême mais réalise immédiatement que cela a désormais détruit définitivement ses capacités surnaturelles. Résigné à sa vie, le Nouveau Garçon commence à porter des vêtements et des chaussures. Alors que la Saint-Valentin arrive, il commence timidement à vivre sa nouvelle vie, bénéficiant à nouveau de l'acceptation de tous, mais laissant son avenir incertain et son héritage désormais déchiré entre deux mondes très différents.

## Fiche technique
Sauf indication contraire, les informations mentionnées dans cette section peuvent être confirmées par la base de données cinématographiques IMDb,  présente dans la section « Liens externes ».
- Titre original : The New Boy
- Réalisation : Warwick Thornton
- Scénario : Warwick Thornton
- Photographie : Warwick Thornton
- Montage : Nick Meyers
- Musique : Nick Cave, Warren Ellis
- Production :
- Sociétés de production :
- Pays de production : Australie
- Langue originale : anglais
- Format : couleur
- Genre : drame
- Durée : 116 minutes
- Dates de sortie[3] :
  - France : 19 mai 2023 (Festival de Cannes)
  - États-Unis : 23 mai 2025 (en salles)

## Distribution
Sauf indication contraire, les informations mentionnées dans cette section peuvent être confirmées par la base de données cinématographiques IMDb,  présente dans la section « Liens externes ».
- Aswan Reid : New Boy
- Cate Blanchett : Sister Eileen
- Deborah Mailman : Sister Mum
- Wayne Blair : George
- Shane Mckenzie Brady : Michael (comme Shane McKenzie-Brady)
- Tyrique Brady : Matthew
- Tyler Spencer : Johnny (comme Tyler Rockman Spencer)
- Kyle Miller : James
- Laiken Woolmington : David (comme Laiken Beau Woolmington)
- Kailem Miller : Steven
- Tyzailin Roderick : Henry

## Production
L'idée originale de l'histoire est née vers 2005, lorsque le cinéaste Warwick Thornton a écrit un scénario qui s'inspirait de ses expériences dans un pensionnat d'un monastère bénédictin en tant que garçon, développé avec la productrice de longue date Kath Shelper. Pendant la pandémie de COVID-19, Cate Blanchett a suggéré à Thornton de travailler ensemble sur un projet, par l'intermédiaire de sa société de production cinématographique Dirty Films. Thornton avait initialement imaginé un moine bénédictin dirigeant le monastère et avait donné à son film le titre provisoire Father and the Son (Père et Fils), mais décide de changer le genre après avoir réalisé que l'affiche et le plan de l'intrigue pourraient donner au public une fausse idée du film, et a à son tour crée un rôle pour Blanchett.
En février 2022, il est annoncé que Blanchett jouerait dans le film, écrit et réalisé par Thornton. Deborah Mailman et Wayne Blair ont rejoint le casting, Blanchett étant producteur sous sa bannière Dirty Films. En décembre 2022, Aswan Reid, Shane Brady, Tyrique Brady, Laiken Woolmington, Kailem Miller, Kyle Miller, Tyzailin Roderick et Tyler Spencer (les garçons) ont rejoint le casting. Les garçons étaient tous nouveaux venus sur le grand écran et vivaient sur place pendant le tournage.
Le tournage principal commence en octobre 2022 et s'est terminé en décembre,. Les scènes en extérieur sont tournées sur place près de Burra, en Australie du Sud.
La musique est écrite par Nick Cave et Warren Ellis.

## Thèmes et genre
Angela Bates, responsable des Premières Nations chez Screen Australia, décrit The New Boy comme « un film qui défie les genres et qui explore la spiritualité, la culture et la colonisation d'une manière que nous n'avons jamais vue à l'écran auparavant ».
 

## Libérer
The New Boy est présenté en première mondiale au 76e Festival de Cannes, dans la section Un certain regard, le 19 mai 2023. Il est ensuite présenté en première australienne en tant que film d'ouverture du Festival du film de Sydney 2023, le 7 juin, tout en étant également en compétition officielle, avant sa sortie en salles par Roadshow Films en Australie le 6 juillet 2023.
Le film est présenté en première aux États-Unis au Festival du film de Woodstock le 28 septembre 2023.
Le film sort au Royaume-Uni et en Irlande par Signature Entertainment le 15 mars 2024,.

## Récompenses et distinctions
Sauf indication contraire, les informations mentionnées dans cette section peuvent être confirmées par la base de données cinématographiques IMDb,  présente dans la section « Liens externes ».
| Récompense                                              | Date de la cérémonie | Catégorie                                               | Destinataires    | Résultat   | Réf.   |
| ------------------------------------------------------- | -------------------- | ------------------------------------------------------- | ---------------- | ---------- | ------ |
| Festival de Cannes                                      | 27 mai 2023          | Un certain regard                                       | Warwick Thornton | Nomination | [ 17 ] |
| Festival du film de Sydney                              | 18 juin 2023         | Best Film                                               | The New Boy      | Nomination | [ 18 ] |
| Festival international du film de Haïfa                 | 6 octobre 2023       | Best International Film                                 | The New Boy      | Nomination | [ 19 ] |
| Almeria Western Film Festival (en)                      | 14 octobre 2023      | Best Feature                                            | The New Boy      | Nomination | [ 20 ] |
| Camerimage                                              | 18 novembre 2023     | Golden Frog                                             | Warwick Thornton | Lauréat    | [ 21 ] |
| Australian Academy of Cinema and Television Arts Awards | 10 février 2024      | AACTA Award du meilleur film                            | The New Boy      | Nomination | [ 22 ] |
| Australian Academy of Cinema and Television Arts Awards | 10 février 2024      | AACTA Award de la meilleure actrice                     | Cate Blanchett   | Nomination | [ 22 ] |
| Australian Academy of Cinema and Television Arts Awards | 10 février 2024      | AACTA Award du meilleur acteur dans un second rôle      | Wayne Blair      | Nomination | [ 22 ] |
| Australian Academy of Cinema and Television Arts Awards | 10 février 2024      | AACTA Award de la meilleure actrice dans un second rôle | Deborah Mailman  | Lauréat    | [ 22 ] |
| Australian Academy of Cinema and Television Arts Awards | 10 février 2024      | AACTA Award de la meilleure réalisation                 | Warwick Thornton | Nomination | [ 22 ] |
| Australian Academy of Cinema and Television Arts Awards | 10 février 2024      | AACTA Award de la meilleure photographie                | Warwick Thornton | Lauréat    | [ 22 ] |
| Australian Academy of Cinema and Television Arts Awards | 10 février 2024      | AACTA Award for Best Screenplay, Original or Adapted    | Warwick Thornton | Nomination | [ 22 ] |
| Australian Academy of Cinema and Television Arts Awards | 10 février 2024      | AACTA Award des meilleurs décors                        | Amy Baker        | Lauréat    | [ 22 ] |
| Australian Academy of Cinema and Television Arts Awards | 10 février 2024      | AACTA Award des meilleurs costumes                      | Heather Wallace  | Nomination | [ 22 ] |
| Australian Academy of Cinema and Television Arts Awards | 10 février 2024      | AACTA Award du meilleur montage                         | Nick Meyers      | Nomination | [ 22 ] |
| Australian Academy of Cinema and Television Arts Awards | 10 février 2024      | AACTA Award du meilleur casting                         | Anousha Zarkesh  | Nomination | [ 22 ] |

- « The New Boy » ((en) récompenses), sur l'Internet Movie Database (consulté le 4 mai 2025)